# Malacothrix phaeocarpa
Malacothrix phaeocarpa là một loài thực vật có hoa trong họ Cúc. Loài này được W.S.Davis mô tả khoa học đầu tiên năm 1993.